# Viktor Siegl

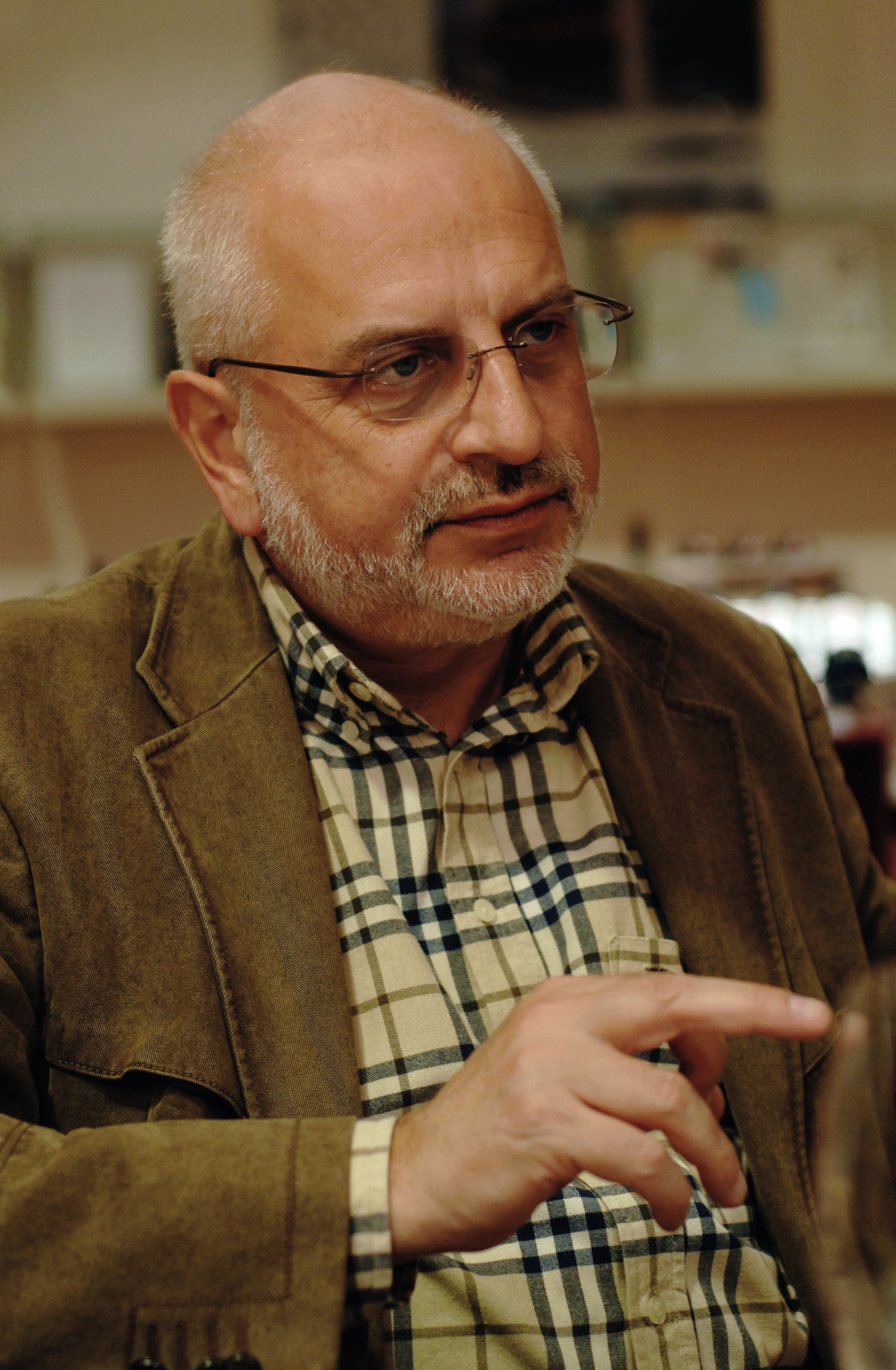
Viktor Siegl, 2007

Viktor Siegl (* 20. August 1952 in Wien) ist ein österreichischer Autor und Journalist. Bis 31. Oktober 2014 war er zudem Leiter der Obersten Schifffahrtsbehörde im Bundesministerium für Verkehr, Innovation und Technologie.

## Leben
Nach Absolvierung des 1. Bundesgymnasiums Wien XIX im Jahr 1971 studierte Viktor Siegl Rechtswissenschaften an der Universität Wien; 1978 wurde er zum Dr. jur. promoviert. Seine berufliche Laufbahn begann er 1978 im österreichischen Verkehrsministerium, wo er 1989 die Leitung der Obersten Schifffahrtsbehörde übernahm. Im Jahr 2014 trat Viktor Siegl als Ministerialrat seinen Ruhestand an.
Über seine Tätigkeit als Jurist im österreichischen Verkehrsministerium hinaus profilierte sich Viktor Siegl als einer der prominentesten Weinjournalisten Österreichs. Bei der österreichischen Fachzeitschrift Vinaria spielte er seit den Anfängen im Jahr 1981 eine führende Rolle; bis heute ist er dort als Verkostungsleiter, Autor und Kolumnist aktiv. Er verfasste zahlreiche Artikel in einer Reihe von Fachzeitschriften und -büchern zu den Themen Wein, Weinwirtschaft und Weinkultur.
Seine fachjournalistische Tätigkeit fokussiert in erster Linie auf die österreichischen Verhältnisse, darüber hinaus verfasste er viele Artikel über internationale Weine und Weinbaugebiete. Gemeinsam mit Rudolf Steurer gründete Viktor Siegl 1996 ein Periodikum zu den besten Weinen Österreichs, das bis 2022 insgesamt 27 Mal in Buchform erschienen ist. Am 30. April 2015 wurde ihm für sein Engagement als Erwachsenenbildner im Bereich Wein und Weinkultur der Berufstitel Professor verliehen.

## Auszeichnungen und Ehrungen
- 1999: Österreichischer Staatspreis für Fachpublizistik[3]
- 2000: Steinfederpreis für Weinpublizistik[4]
- 2008: Großes Silbernes Ehrenzeichen für Verdienste um die Republik Österreich[5]
- 2011: Großes Verdienstzeichen des Landes Vorarlberg[6]
- 2015: Berufstitel Professor[3]

## Schriften (Auswahl)
- mit Rudolf Steurer: Österreichischer Weinführer. Ueberreuter Verlag, Wien 1996, ISBN 3-8000-3633-9.
- mit Rudolf Steurer: Wein erkennen & genießen. Das Weinhandbuch für Einsteiger. Ueberreuter Verlag, Wien 2000, ISBN 3-8000-3768-8.
- mit Johann Werfring: Das österreichische Weinkochbuch. Christian Brandstätter Verlag, Wien 2009, ISBN 978-3-85033-210-1.
- Die Südbahn und der Wein im Karst. In: Gerhard Artl, Roman Hans Gröger, Gerhard H. Gürtlich (Hrsg.): Zug um Zug. 160 Jahre Südbahn Wien-Triest. 2. Auflage,  Holzhausen, Wien 2018, ISBN 978-3-903207-22-6, S. 77–82.
- The Austrian white-wine revival. In: Willi Klinger, Karl Vocelka (Hrsg.): Wine in Austria. The History. Christian Brandstätter Verlag, Wien 2019, ISBN 978-3-7106-0404-1, S. 259–274.
- Der Aufschwung des österreichischen Weißweins. In: Willi Klinger, Karl Vocelka (Hrsg.): Wein in Österreich. Die Geschichte. Christian Brandstätter Verlag, 2. Auflage, Wien 2020, ISBN 978-3-7106-0350-1, S. 306–324.
- Die besten Weine Österreichs 2023. Braumüller Verlag, Wien 2022, ISBN 978-3-99100-363-2.